# 13684 Borbona
13684 Borbona (1997 QQ2) là một tiểu hành tinh vành đai chính được phát hiện ngày 27 tháng 8 năm 1997 bởi V. S. Casulli ở Colleverde di Guidonia.